# Trichilia
Trichilia é um géneros de arvoretas a árvores dióicas ou poligamas, pertencente à família Meliaceae. As folhas imparipenadas, raramente com 1 a 3 foliolos, glabras ou com tricomas simples, estrelados ou ainda escamas peltadas. As flores unissexuadas, raramente bissexuadas; frutos cápsula com 2 a 3 valvas; sementes de 1 a 2 por loculo, em geral envoltas por arilo.

## Espécies
- Trichilia acuminata, (H.B. & Bonpl. ex M.Roem. & Schult.) C.DC.
- Trichilia adolfi, Harms
- Trichilia americana (Sessé & Moc.) T.D.Penn.
- Trichilia areolata T.D.Penn.
- Trichilia blanchetii C.DC.
- Trichilia breviflora Blake & Standl.
- Trichilia bullata T.D.Penn.
- Trichilia casaretti C.DC.
- Trichilia catigua A.Juss
- Trichilia cauliflora J.-F.Leroy & Lescot
- Trichilia chirindensis Swynn. & Baker f.
- Trichilia chirriactensis (Standl. & Steyerm.) T.D.Penn.
- Trichilia clausseni C.DC.
- Trichilia discolor A.Juss.
- Trichilia dregeana Sonder
- Trichilia elegans A.Juss.
- Trichilia elsae Harms
- Trichilia emarginata (Turcz.) C.DC.
- Trichilia emetica Vahl
- Trichilia fasciculata T.D.Penn.
- Trichilia florbranca T.D.Penn.
- Trichilia gamopetala T.D.Penn.
- Trichilia grandifolia Oliv.
- Trichilia grandis Lasser & Maguire
- Trichilia havanensis Jacq.
- Trichilia hirta
- Trichilia hispida T.D.Penn.
- Trichilia humilis Zipp. ex Miq.
- Trichilia lecointei Ducke
- Trichilia lovettii Cheek
- Trichilia magnifoliola T.D.Penn.
- Trichilia micropetala T.D.Penn.
- Trichilia ornithothera J.J.de Wilde
- Trichilia pallens C.DC.
- Trichilia palustris Dum.Cours.
- Trichilia pittieri C.DC.
- Trichilia primogenita W.Palacios
- Trichilia pseudostipularis (A.Juss.) C.DC.
- Trichilia pungens Urb.
- Trichilia ramalhoi Rizzini, Leandra
- Trichilia reticulata P.Wilson
- Trichilia rubescens
- Trichilia silvatica C.DC.
- Trichilia solitudinis Harms
- Trichilia stellato-tomentosa, Kuntze
- Trichilia surumuensis C.DC.
- Trichilia tetrapetala C. DC.
- Trichilia trachyantha C.DC.
- Trichilia triacantha Urb.
- Trichilia trifolia L.
- Trichilia ulei C.DC.
- Trichilia ulei

## No Brasil
No estado de São Paulo (Brasil), ocorrem 11 espécies:
- Trichilia casaretti C.DC.
- Trichilia catigua A.Juss.
- Trichilia clausseni C.DC.
- Trichilia elegans A.Juss.
- Trichilia emarginata (Turcz.) C.DC.
- Trichilia hirta L.
- Trichilia lepidota Mart.
- Trichilia pallens C.DC.
- Trichilia pallida Sw.
- Trichilia pseudostipularis (A.Juss.) C.DC.
- Trichilia silvatica C.DC.